# Museo de las Ocupaciones y las Luchas por la Libertad
El Museo de las Ocupaciones y las Luchas por la Libertad (en lituano: Okupacijų ir laisvės kovų muziejus), anteriormente conocido como el Museo de las víctimas del genocidio (en lituano: Genocido aukų muziejus), es un museo localizado en Vilna, Lituania, y establecido en 1992 por orden del Ministerio de Cultura de Lituania y el presidente de la Unión Lituana de los Presos Políticos y Deportados. En 1997 fue transferido al Centro de Investigación del Genocidio y Resistencia de Lituania. El museo está ubicado en la antigua sede de la KGB en los alrededores de la Plaza de Lukiškės, por lo tanto es conocido informalmente como el "Museo de la KGB".
El museo está dedicado a coleccionar y exhibir los documentos relativos a la ocupación de Lituania por la Unión Soviética durante 50 años, la resistencia lituana, las víctimas de las detenciones, deportaciones y las ejecuciones que tuvieron lugar durante este período.